# USS Bennington (CV-20)
La USS Bennington (codici e numeri d'identificazione CV/CVA/CVS-20) è stata una delle 24 portaerei della classe Essex costruita durante la seconda guerra mondiale per la Marina degli Stati Uniti d'America. È stata la seconda nave della US Navy ad essere chiamata in onore della battaglia di Bennington che ebbe luogo durante la guerra d'indipendenza americana.

## Storia
La USS Bennington entrò in servizio nel 1944 e partecipò a diverse operazioni che ebbero luogo nel teatro del Pacifico della seconda guerra mondiale, guadagnando tre service star. Fu dimessa poco dopo la fine della guerra, ma venne ammodernata negli anni 1950 come vettore di attacco (CVA), per poi alla fine essere trasformata in una nave antisommergibile (CVS). Nella sua seconda carriera trascorse la maggior parte del suo tempo nel Pacifico, ottenendo cinque service star per il suo servizio durante la guerra del Vietnam; funse anche da nave di recupero della missione spaziale Apollo 4.
La nave fu dismessa nel 1970 e venduta per la demolizione nel 1994.